# ウカスカジーの大冒険 〜TOUR "WE ARE NOT AFRAID!!"〜
『ウカスカジーの大冒険 ～TOUR "WE ARE NOT AFRAID!!"～』（ウカスカジーのだいぼうけん ツアー・ウィー・アー・ノット・アフレイド!!）は、日本の音楽ユニット・ウカスカジーの1作目の映像作品。2020年6月24日にトイズファクトリーよりBlu-ray DiscとDVDで発売された。

## リリース・音楽性
Blu-ray DiscとDVDの2形態で発売。先着特典として、ミファンダステッカーと、ウカスカジーとSUNNYの3人がリモートを使ってテレワークで制作した新曲「コエノチカラ (Demo Ver.)」が収録されたCDが封入されている。
ウカスカジー初の映像作品。2019年に発売した配信限定ミニアルバム『金色BITTER』を引っ提げ開催した全国ホールツアー『ウカスカジー TOUR 2019 WE ARE NOT AFRAID!!』のツアーファイナルとして2019年9月29日に豊洲PITで開催した『ウカスカジー TOUR 2019 WE ARE NOT AFRAID!! 追加公演 & MIFA Football Park 5th anniversary party ～MIFA 秋祭り～』のライブの模様と、ツアー行程の密着映像を収録したライブ&トラベル映像作品となっている。エアロスミスとRun-D.M.C.がコラボレーションした楽曲「Walk This Way」を日本語詞でカバーした「遠くに行くぜ」と最後にもう一度歌われた「We are not afraid」は未収録となっており、MCも多くがカットされている。
監督はGAKU-MCが務めた（ライブパートの監督は稲垣哲朗）。また、トラベルムービーのナレーションをミファンダが担当している。
本作のアートディレクターは榮良太が担当。
2020年6月9日、MIFAの公式YouTubeチャンネルで本作の冒頭28分がプレミア公開されたほか、GAKUの公式YouTubeチャンネルではGAKUによる本作品についての会見が生配信された。また、発売に先立って本作に収録されている「Anniversary」「Hi-Five」「勝利の笑みを 君と」の映像がアップロードされた。

## 出演
- ウカスカジー
  - 桜井和寿：Vocal, Guitar, Chorus
  - GAKU-MC：Rap, Guitar, Chorus
- BAND AMIGO
  - SUNNY：Keyboards, Programming, Chorus
  - 設楽博臣：Guitar
  - 藤谷一郎：Bass（豊洲公演除く）
  - 脇山広介：Drums
  - 山田 "Anthony" サトシ：Bass（豊洲公演のみ）
- ミファンダ
- ミソラ
- DJダイノジ (SPECIAL GUEST)
- Kei（きっとラット）(SPECIAL GUEST)

## 収録内容
1. OPENING
ミファンダが出演。城ヶ崎海岸でロケが行なわれた。
2. We are not afraid
3. 手を出すな!
4. 縁 JOY AMIGO
5. Travel Movie 〜リハーサル開始〜
「手を出すな!」と「We are not afraid」のリハーサル映像。SUNNYの50歳の誕生日を祝う映像も流れた。
6. 言葉
7. 敗戦の夜に
8. mi-chi
9. Travel Movie 〜ツアー初日〜
2019年8月19日の福岡サンパレスホテル&ホール公演の舞台裏映像。
10. サバイブ / GAKU-MC
GAKUのソロ曲。
11. Travel Movie 〜ライブ翌日はフットボール〜
MIFA Football Park 仙台でのフットボールの映像。
12. 雪物語
13. Anniversary
14. 春の歌
15. Travel Movie 〜キャンピングカーで旅をしよう1〜
桜井がキャンピングカーを運転。運転中に「PLEASE SUMMER BREEZE」を口ずさみながら制作している。
16. Hi-Five
17. MC
ミファンダ・ミソラ・DJダイノジ・Kei（きっとラット）が登場し、次曲を共にパフォーマンスする。
18. HAPPY HOUR
19. Travel Movie 〜キャンピングカーで旅をしよう2〜
GAKUがキャンピングカーを運転。
塩原温泉郷大網温泉を訪れている。
DVDではここまでがDisc 1となる。
20. MC
21. My Home
ツアー最終日のみの披露となった。
22. MC
23. 誰かが / 桜井和寿
PUFFYの楽曲のカバー。
24. Travel Movie 〜フレーフレー保育士さん〜
広島県安芸郡坂町にある坂みみょう保育園に訪れ、「勇気100%」「勝利の笑みを 君と」を演奏した。
25. 時代
26. Travel Movie 〜BAND AMIGO Interview〜
BAND AMIGO（ウカスカジーのバックバンド）へのインタビュー映像。
27. 勝利の笑みを 君と
28. また会う日まで
29. ENDING
BGMは「また会う日まで」「時代」のインストゥルメンタル・バージョン。